# Ormosia kashmiri
Ormosia kashmiri is een tweevleugelige uit de familie steltmuggen (Limoniidae). De soort komt voor in het Oriëntaals gebied.